# Кодарви
Кодарви — озеро на территории Чернопорожского сельского поселения Сегежского района Республики Карелии.

## Общие сведения
Площадь озера — 1,2 км², площадь водосборного бассейна — 441 км². Располагается на высоте 120,6 метров над уровнем моря.
Берега озера полностью заболоченные.
Через озеро протекает река Елма, впадающая в Ондозеро. Через Ондозеро протекает река Онда, втекающая, в свою очередь, в Нижний Выг.
Код объекта в государственном водном реестре — 02020001311102000008272.